# 1949 en dadaïsme et surréalisme
Pour l'année, voir 1949.
 Chronologie de dada et du surréalisme 
- 1945
- 1946
- 1947
- 1948
- 1949
- 1950
- 1951
- 1952
- 1953

Cet article présente les faits marquants de l'année 1949 en dadaïsme et surréalisme.

## Éphémérides

### Mars
- 23 mars
Première exposition parisienne du peintre Jean-Paul Riopelle à la Galerie du Dragon. André Breton, Elisa Claro et Benjamin Péret rédigent la préface du catalogue : « Tout chez Riopelle s'éclaire du soleil des grands bois où les feuilles tombent comme un biscuit de neige trempé dans le xérès. »[1].

- Rétrospective Francis Picabia à la galerie Drouin à Paris. Breton écrit la préface du catalogue[2].

### Mai
- 19 mai
Le quotidien Combat publie un recueil de poèmes d'Arthur Rimbaud La Chasse spirituelle présenté comme « un document littéraire exceptionnel que l'on croyait perdu depuis 1872. »
André Breton adresse une lettre au journal pour démasquer le faux : « Il n'est pas un rimbaldien véritable dont l'émotion, à découvrir ce matin la page « littéraire » de Combat, n'ait dû faire place presque aussitôt à l'inquiétude, pour se muer peu après en indignation. »[3].

### Juillet
- 6 juillet
Publication de Flagrant délit. Rimbaud devant la conjuration de l'imposture et du trucage dans lequel André Breton démontre que La Chasse spirituelle est un faux : « Il y a toujours un coin de voile qui demande expressément à ne pas être levé ; quoi qu'en pensent les imbéciles, c'est la condition même de l'enchantement […] Tu ne connaîtras jamais bien Rimbaud. »[4] La supercherie, conçue par vengeance contre la critique théâtrale, est révélée par leurs auteurs Nicolas Bataille et Akakia-Viala[5].

### Octobre
- 21 octobre
Salle de la Mutualité à Paris, prise de position d'André Breton contre Gary Davis et la « duperie » d'un statut légal de l'objection de conscience[6].

- Breton découvre le village de Saint-Cirq-la-Popie (Lot) à l'occasion d'un congrès mondialiste à Cahors[7].

### Cette année-là
- André Breton se rapproche de la Fédération anarchiste et prononce un discours à l'occasion d'un meeting organisé à la salle de la Mutualité. Le texte est reproduit dans le journal Le Libertaire[8].

- À Stockholm, première exposition surréaliste organisée par Wilhelm Freddie[9].

### Œuvres
- Eileen Agar
  - The Mantic stain, essai sur l'écriture automatique en Grande-Bretagne[10]
- Rachel Baes
  - Au défaut du destin, huile sur toile : « Une jeune fille aux allures d'Alice aux(sic) pays des merveilles, dans un intérieur [...] inéfini, édifie avec minutie un improbable château de cartes. »[11]
- Maurice Blanchot
  - La Part du feu, écrit[12]
- Victor Brauner
  - Là-bas III, huile et cire sur toile[13]
  - Victor Victorios écrasant les envoûteurs, huile sur toile[14]
- André Breton
  - L'Art des fous, la clé des champs, dessin aux crayons de couleurs
  - Au regard des divinités, aux éditions Messages, Paris[15]
  - Jumelles aux yeux bandés, bulletin 491 pour l'exposition Francis Picabia[16]
  - Trente ans après, préface à la réédition des Lettres de guerre de Jacques Vaché[16]
- Leonora Carrington
  - L'Artiste voyageant incognito, huile sur toile[17]
- Marcel Duchamp
  - Étant donné le gaz d'éclairage et la chute d'eau, huile sur toile
- Max Ernst
  - Portrait d'insecte, gouache[18]
- Alberto Giacometti
  - Le Nez, bronze[19]
- Jane Graverol
  - Femme libérée, huile sur toile[20]
- Georges Henein
  - L'Incompatible, poèmes[21]
- Evelyn Lambart & Norman McLaren
  - Begone dull care, film d'animation, 7 min, sur une musique interprétée par Oscar Peterson en trio[22]
- René Magritte
  - La Liberté de l'esprit, huile sur toile[23]
- Emila Medkova
  - Nohy (jambes), épreuve gélatino-argentique[24]
- Joan Miró
  - Femmes, lune, étoiles, huile sur toile[25]
  - Personnages et chien devant le soleil, huile sur toile[26]
- Meret Oppenheim & Toyen
  - Ceci est inévitable, crayon sur papier[27]
- Mimi Parent
  - J'habite au choc, première version, huile sur toile[28]
- Jean-Paul Riopelle
  - Cascade, huile sur toile[29]
- Stanislas Rodanski
  - La Victoire à l'ombre des ailes, écrit, préfacé par Julien Gracq[30]
- Yves Tanguy
  - La Peur II, huile sur toile[31]
- Wols
  - Composition couleur aubergine, huile sur toile[32]